# Enchelycore bikiniensis
Enchelycore bikiniensis és una espècie de peix de la família dels murènids i de l'ordre dels anguil·liformes.

## Morfologia
Els mascles poden assolir els 60 cm de longitud total.

## Distribució geogràfica
Es troba des de les Illes Mariannes i les Illes Marshall fins a Samoa, les Illes Marqueses i Taiwan.